# Chiliile
Chiliile is een Roemeense gemeente in het district Buzău.
Chiliile telt 698 inwoners.